# Хінікводонтиди
Хінікводонтиди (Chiniquodontidae) — викопна родина прогресивних дрібних м'ясоїдних терапсидів підряду Цинодонти (Cynodontia). Родина існувала у тріасовому періоді. Скамянілі рештки знайдені у Європі та Південній Америці.

## Роди
- Aleodon
- Belesodon
- Chiniquodon
- Eoraetia
- Gaumia
- Kunminia
- Probelesodon

| Цератопс | Це незавершена стаття з палеонтології. Ви можете допомогти проєкту, виправивши або дописавши її. |